# Cryptotylus stonei
Cryptotylus stonei är en tvåvingeart som beskrevs av Maldonado Capriles 1955. Cryptotylus stonei ingår i släktet Cryptotylus och familjen bromsar. Inga underarter finns listade i Catalogue of Life.